# Otolemur garnettii
Il galagone gigante settentrionale o galagone dalle orecchie piccole (Otolemur garnettii) è un primate strepsirrino della famiglia dei galagidi.
Veniva un tempo considerato una sottospecie di Otolemur crassicaudatus (Otolemur crassicaudatus garnettii).

## Distribuzione
Con quattro sottospecie (Otolemur garnettii garnettii, O, garnettii kikuyuensis, O. garnettii lasiotis, O. garnettii panganiensis) la specie vive 
nella fascia costiera dell'Africa orientale comprendente la Somalia (Oltregiuba), Kenya e Tanzania. È inoltre presente sull'isola di Zanzibar, dove probabilmente è stata introdotta.

Vive nella foresta in prossimità di fonti d'acqua, ma colonizza anche le piantagioni.

## Descrizione

### Dimensioni
Misura una sessantina di centimetri, dei quali metà spetta alla coda, per un peso di circa 800 g.

### Aspetto
A seconda della sottospecie, il pelo ha colori differenti:
- Otolemur garnettii garnettii ha il mantello bruno rossiccio con tonalità verdastre nella parte ventrale, e giallo nella parte ventrale. La punta della coda è nera.
- Otolemur garnettii kikuyuensis ha il pelo di colore grigio nella parte dorsale e bianco-giallastro in quella ventrale, mentre la punta della coda è solitamente nera.
- Otolemur garnettii lasiotis è di colore grigio scuro ed ha la punta della coda bianca.
- Otolemur garnettii panganiensis è piuttosto simile alla sottospecie nominale, rispetto alla quale manca della punta della coda nera e delle tonalità verdastre nella pelliccia.

Ogni sottospecie presenta differenze a livello individuale, con la punta della coda che può essere anche bianca oppure dello stesso colore del resto del corpo.

Caratteristica della specie è quella di possedere orecchie relativamente piccole per un galagone, infatti un orecchio di O. garnettii misura a parità di dimensioni almeno 2 cm in meno rispetto ad un orecchio di Otolemur crassicaudatus. I maschi sono leggermente più grandi delle femmine.

## Biologia

### Comportamento
Si tratta di animali notturni ed arboricoli: ogni esemplare occupa un proprio territorio (11,5 acri per le femmine, 18 acri per i masci), che solitamente si sovrappone a quello di altri individui di sesso opposto ed età differente nelle zone di confine. Di giorno, invece, vari individui tendono a raggrupparsi in un'unica zona ed a praticare il grooming, mentre maschi e femmine dormono da soli in nidi di liane intrecciate: in questi gruppi diurni i maschi sono solitamente solo di passaggio, poiché tendono ad allontanarsi il più possibile dalle zone di nascita. Le femmine, invece, spesso restano con le madri.

Questi galagoni sono più propensi ad utilizzare le vocalizzazioni rispetto ad altre specie: in base al verso, si possono distinguere i maschi dalle femmine, e con l'esperienza si possono distinguere i vari individui in base ai versi. Il richiamo più tipico è una sorta di urlo che dura attorno ai 5 secondi e può essere udito a mezzo chilometro di distanza, ma sono stati registrati anche richiami sessuali o di contatto fra madre e figlio.

Pare che questi animali utilizzino per comunicare anche il ticchettio delle dita su un substrato, in special modo in occasioni di tensione intraspecifica: questa sorta di tam-tam, dando poco nell'occhio, servirebbe per comunicare senza essere uditi da eventuali predatori

Per marcare il territorio, questi animali (soprattutto i maschi) utilizzano la tecnica del lavaggio con urina, che consiste nell'urinarsi sulle zampe e poi percorrere specifici tratti, in modo che ogni cosa resti impregnata dell'odore dell'animale e segnali la sua presenza ad eventuali intrusi. In addizione a ciò, i galagoni dalle orecchie piccole hanno una serie di ghiandole odorifere che utilizzano per marcare il territorio tramite lo strofinarsi ad oggetti.

### Alimentazione
Più di metà della loro dieta è composta da frutta: per il resto, questi animali si nutrono di insetti ed altri invertebrati.

### Riproduzione
L'accoppiamento è promiscuo, nel senso che sia le femmine che i maschi si accoppiano con vari esemplari. Ogni accoppiamento può protrarsi fino a 2 ore: tale durata ha probabilmente lo scopo di dare il tempo agli spermatozoi di fecondare l'uovo prima di quelli di altri maschi.

I parti si concentrano nel periodo fra agosto ed ottobre: viene dato alla luce un unico cucciolo ben sviluppato dopo una gestazione di 4 mesi e mezzo. Il cucciolo viene svezzato attorno ai 5 mesi, ma la maturità sessuale viene raggiunta solo dopo l'anno.
In cattività, la speranza di vita di questi animali è di 15 anni circa.